# Syllegomydas efflatouni
Syllegomydas efflatouni är en tvåvingeart som beskrevs av Mario Bezzi 1924. Syllegomydas efflatouni ingår i släktet Syllegomydas och familjen Mydidae. Inga underarter finns listade i Catalogue of Life.